# Cádiar
Cádiar er en by og kommune i det sydøstlige Spanien i provinsen Granada. Den har et indbyggertal på 1.517 (2024) indbyggere.